# Льодра, Микаэль
Микаэ́ль Льодра́ (фр. Michaël Llodra; родился 18 мая 1980 года в Париже, Франция) — французский профессиональный теннисист, бывшая третья ракетка мира в парном разряде. Трёхкратный победитель турниров Большого шлема в мужском парном разряде; победитель Итогового турнира ATP (2005) в парном разряде; серебряный призёр теннисного турнира Олимпиады в парном разряде; победитель 31 турнира ATP (пять — в одиночном разряде); трёхкратный финалист Кубка Дэвиса (2002, 2010, 2014) в составе национальной сборной Франции; финалист двух юниорских турниров Большого шлема в парном разряде (Открытый чемпионат США-1997, Уимблдон-1998).

## Общая информация
Микаэль — потомственный спортсмен: его отец — Мишель — в своё время был профессиональным футболистом, играя в основной команде французского Пари Сен-Жермен, в дальнейшем привив любовь к этому клубу и сыну.
Ныне Льодра-младший женат, у него и его супруги Камиль есть трое совместных детей: дочери Манон (род. 2004) и Луиза (род. 2012), а также сын Тео (род. 2007).

## Спортивная карьера

### Начало карьеры
Микаэль Льодра начал играть в теннис в шесть лет. В возрасте 13-14 лет тренировался у Жоржа Денё, который также тренировал Ги Форже и Якоба Гласека. В 1997 году дошёл до финала Открытого чемпионата США в парном разряде среди юношей (с Жаном-Рене Линаром), а на следующий год повторил этот успех на Уимблдоне с Энди Рамом. В 1998 году начал выступления в турнирах серии «фьючерс» и в первый же год выиграл два таких турнира в парном разряде (оба с Линаром). На следующий год выиграл по два «фьючерса» в одиночном и парном разрядах. В своё первое появление на взрослом турнире Большого шлема вышел, также с Линаром, во второй круг парного турнира Открытого чемпионата Франции.
В 2000 году выиграл свой первый турнир АТР в паре с итальянцем Диего Наргисо, а также три «челленджера» в парном разряде. В ноябре впервые вошёл в первую сотню теннисистов в парном разряде согласно рейтингу АТР. На следующий год выиграл два «челленджера» и в одиночном разряде и дошёл до полуфинала турнира АТР в Санкт-Петербурге; в октябре вошёл в сотню лучших теннисистов мира в одиночном разряде. В парах выиграл три «челленджера» и дошёл со шведом Никласом Култи до четвертьфинала Открытого чемпионата Франции.

### Пик карьеры
В 2002 году Льодра, занимавший 69 место в рейтинге теннисистов-парников, с ещё одним соотечественником Фабрисом Санторо дошёл до финала Открытого чемпионата Австралии; по пути в финал они победили одну из лучших пар мира, индийцев Бхупати и Паеса. После этого его приглашают в сборную для участия в Кубке Дэвиса. В четвертьфинале они с Санторо вывели сборную вперёд в матче с чехами (Санторо после этого ещё выиграл решающий пятый матч в одиночном разряде), а в полуфинале уступили американской паре; несмотря на это, сборная выиграла полуфинал, но на финальный матч с Россией Санторо вышел с другим партнёром. Льодра закончил сезон в числе 30 сильнейших теннисистов в парном разряде.
В 2003 году Льодра выиграл только один турнир в парах, но этим турниром стал Открытый чемпионат Австралии, где его партнёром снова был Санторо. В финале они победили первую пару мира, своих прошлогодних обидчиков Даниэля Нестора и Марка Ноулза. В дальнейшем они выходили в финал ещё четыре раза, в том числе трижды на турнирах категории Мастерс, и завоевали право на участие в финальном турнире АТР-тура, Кубке Мастерс. На Кубке Мастерс они вышли из группы с двумя победами и одним поражением, от братьев Боба и Майка Брайанов, и дошли до финала, где вторично уступили Брайанам.
В 2004 году Льодра и Санторо второй раз подряд выиграли Открытый чемпионат Австралии, где на этот раз победили в финале Брайанов, а до этого в четвертьфинале — вторую пару мира, Бхупати и Максима Мирного, а также дошли до финала Открытого чемпионата Франции, где в четвертьфинале прошли Нестора и Ноулза, а в полуфинале — Брайанов. После финала на «Ролан Гаррос» Льодра вошёл в первую десятку теннисистов в парном разряде. На Олимпиаде в Афинах Льодра и Санторо тоже выступали вместе и дошли до четвертьфинала, где проиграли хорватской паре Анчич—Любичич. В Кубке Дэвиса Льодра с Николя Эскюде помогли сборной дойти до полуфинала, где в паре с Арно Клеманом Льодра проиграл испанцам. Вторую половину года Льодра и Санторо почти не выступали вместе, что не позволило им второй год подряд попасть в Кубок Мастерс. В одиночном разряде Льодра совершил качественный скачок, выйдя в свой первый финал турнира АТР уже в начале января, а в июне выиграв свой первый одиночный титул АТР в Хертогенбосе. Он также дошёл до четвёртого круга на Открытых чемпионатах Франции и США, а в октябре одержал первую победу над теннисистом из первой десятки, взяв верх в Санкт-Петербурге над Маратом Сафиным. Льодра завершил год на 12-м месте в рейтинге парных игроков и на 41-м месте среди одиночек.
В 2005 году Льодра и Санторо вышли в два финала подряд на турнирах категории Мастерс и один из них, в Риме, выиграли. После этого Льодра выступал за сборную Франции на командном Кубке мира, где выиграл все три свои встречи в парах (с Клеманом) и уступил в обеих одиночных встречах. В паре с Санторо, выиграв два турнира во Франции в конце сезона, он обеспечил себе место на Кубке Мастерс, который французы выиграли, победив на групповом этапе вторую пару мира, Бьоркмана и Мирного, а в полуфинале братьев Брайанов, занимающих первое место в рейтинге.

### 2006—2010

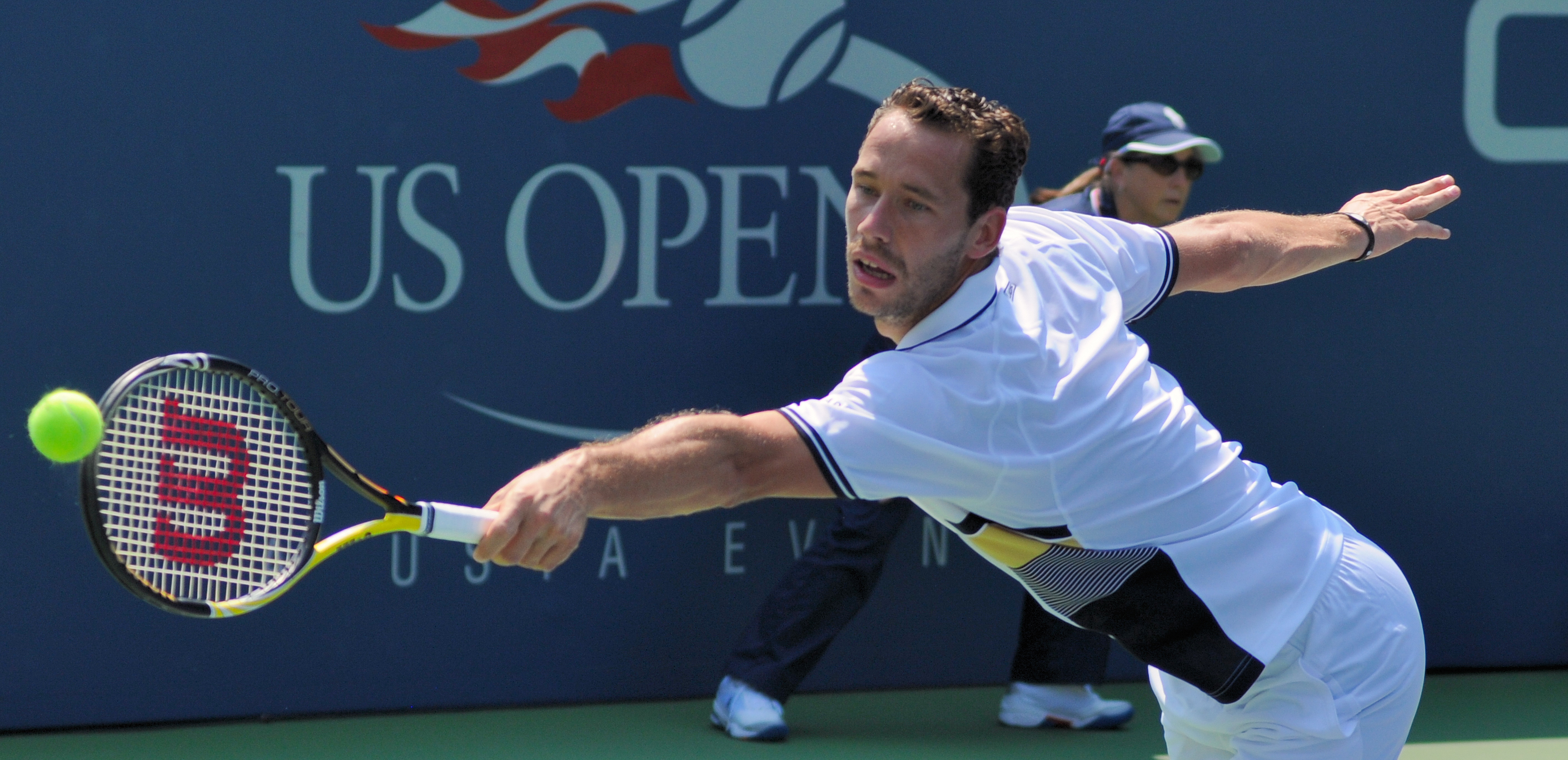
Льодра на US Open 2010

После победы в Кубке Мастерс Льодра расстался с Санторо. Его новым постоянным партнёром стал Клеман. Их первый совместный сезон принёс им только один титул, на турнире Мастерс в Париже, и выход в четвертьфинал Открытого чемпионата США. В одиночном разряде Льодра выступал в основном в «челленджерах». В июне 2007 года он выиграл с Клеманом Уимблдонский турнир, победив в финале братьев Брайанов. Это была их вторая победа в турнире из трёх, одержанных в течение сезона; ещё дважды они играли в финале и в итоге завоевали право на участие в Кубке Мастерс, где, однако, проиграли все три встречи в группе.
2008 год Льодра начал со второй победы в турнире АТР в Аделаиде. Парный сезон они с Клеманом начали с выхода в финал Открытого чемпионата Австралии, четвёртого в карьере Микаэля. В третьем круге они победили Даниэля Нестора и Ненада Зимонича, а в финале проиграли Энди Раму и Йонатану Эрлиху из Израиля. В феврале в Роттердаме Льодра выиграл свой третий и пока крупнейший в карьере турнир АТР в одиночном разряде, победив по пути четвёртую ракетку мира Николая Давыденко, а в марте с Клеманом турнир в Лас-Вегасе. В апреле, в матче Кубка Дэвиса со сборной США, они одолели братьев Брайанов, но сборная США в конечном итоге одержала командную победу. На Олимпиаде в Пекине Клеман и Льодра дошли до полуфинала, где уступили шведской паре АспелинЮханссон в упорнейшем матче (счёт в третьем, решающем сете 17-19), а в матче за бронзовые медали на их пути встали Брайаны. Льодра выступал на Олимпиаде и в одиночном разряде, обеспечив себе это право победами в Аделаиде и Роттердаме и выходом в четвёртый круг на Открытом чемпионате Франции. В первом круге он одолел Радека Штепанека, опережавшего его в рейтинге на 11 мест, а во втором круге уступил россиянину Игорю Андрееву, занимавшему место ещё на пять позиций выше. В конце сезона они с Клеманом выиграли ещё один турнир во Франции (в Меце; почти сразу после этого Льодра выиграл также турнир в Лионе с Энди Рамом) и вышли в полуфинал турнира Мастерс в Париже, но для участия в Кубке Мастерс этого оказалось недостаточно. Льодра стал единственным теннисистом в мире, который в этом сезоне выиграл больше одного турнира одновременно в одиночном и парном разряде.
За 2009 год Клеман и Льодра выиграли один турнир АТР и ещё в одном дошли до финала. Всего за сезон Льодра играл с девятью разными партнёрами, но ни с кем больше успеха не добивался, закончив год на 49 месте в рейтинге, самом низком с 2002 года. В одиночном разряде он дважды играл в финалах, по пути в первый из которых, в Марселе, победил восьмую ракетку мира Жиля Симона. Выход в финал в конце года в Лионе позволил ему закончить сезон в сотне лучших игроков-одиночников. 2010 год Льодра начал в паре с Энди Рамом, но в первых трёх турнирах они смогли выиграть только один матч. В результате бо́льшую часть года Льодра выступал с Жюльеном Беннето, с которым дважды побывал в финалах и завоевал один титул. Более успешно он выступал в одиночном разряде, где выиграл два турнира, нанёс поражения трём соперникам из первой десятки рейтинга, включая победу над недавним финалистом Открытого чемпионата США Новаком Джоковичем на осеннем турнире в Париже, и за год прошёл путь в рейтинге от 67 до 23 места. Ещё одним важным успехом стал выход со сборной Франции в финал Кубка Дэвиса, где в матче с командой Сербии Льодра вначале выиграл парную встречу, где его партнёром был Арно Клеман, но в решающей одиночной игре уступил Виктору Троицки, отдав сербам общую победу со счётом 3:2. До этого поражения он одержал в этом розыгрыше Кубка Дэвиса шесть побед подряд в матчах с немецкой, испанской, аргентинской и сербской командами.

### Завершающий период карьеры
В 2011 году партнёром Льодра стал Ненад Зимонич, бывшая первая ракетка мира в парном разряде. Вместе они за год выиграли четыре турнира категорий ATP 1000 и ATP 500, а на Открытом чемпионате Франции и на Уимблдонском турнире дошли до полуфинала. В итоге Льодра проделал к концу ноября путь до третьего места в рейтинге игроков в парном разряде и сыграл в финальном турнире года, где они с Зимоничем, впрочем, не вышли из группы. В одиночном разряде он также поднялся до высшей в карьере позиции (21-е место в рейтинге) после выхода в четвертьфинал турнира Мастерс в Мадриде, а чуть позже дошёл до четвёртого круга на Уимблдоне.
В 2012 году достижения Льодра были достаточно скромными, и самым важным из них был выход в финал Олимпийских игр в Лондоне в паре с Жо-Вильфридом Тсонга. Помимо этого, Льодра выиграл с Зимоничем третий за карьеру турнир в Роттердаме, а в одиночном разряде дошёл до финала в Марселе. На следующий год Льодра в паре с Николя Маю во второй раз за карьеру дошёл до финала Открытого чемпионата Франции, а в турнирах менее высокого ранга завоевал очередные два титула в парном разряде. В одиночном разряде ему удалось одержать три победы над соперниками из первой десятки рейтинга в первых кругах турниров АТР — девятой ракеткой мира Янко Типсаревичем и восьмой ракеткой мира Тсонга в начале сезона и десятой ракеткой мира Ришаром Гаске в конце, — но при этом он лишь однажды добрался до полуфинала турнира АТР, закончив год в одиночном рейтинге за пределами первой сотни.
Перед началом сезона 2014 года Льодра объявил о намерении завершить игровую карьеру после этого сезона. Тем не менее этот год не стал в карьере Микаэля проходным. На Открытом чемпионате Австралии они с Николя Маю, будучи посеяны под 13-м номером, обыграли третью и пятую сеяные пары и дошли до полуфинала, проиграв там будущим победителям Лукашу Куботу и Роберту Линдстедту. Сразу после этого Льодра и Маю в Роттердаме вышли в свой третий совместный финал в турнирах АТР и завоевали первый совместный титул — 26-й за парную карьеру Льодра. Позже они также дошли до полуфинала на Miami Masters и на Уимблдоне, оба раза проиграв на этом этапе первой паре мира — братьям Брайанам. В паре с Беннето Льодра внёс ключевой вклад в победу сборной Франции в четвертьфинальном матче Кубка Дэвиса: при счёте 0:2 по играм в пользу сборной Германии Льодра и Беннето победили немецкую пару Андре Бегеман-Тобиас Камке, что внесло перелом в ход матча, окончившегося с общим счётом 3:2 в пользу французов. В одиночном разряде лучшим результатом Микаэля был выход в четвёртый круг в Монте-Карло после победы над 21-й ракеткой мира Ежи Яновичем.
В конце сезона Льодра, официально завершив одиночную карьеру, принял решение продолжать выступления в парах, но операция локтя, проведенная в межсезонье, оказалась неудачной и на корт в новом сезоне Льодра так и не вернулся. В ноябре 2015 года было официально объявлено, что Льодра завершил игровую карьеру и начинает тренерскую — он был приглашён помочь в подготовке сборной Бельгии к финалу Кубка Дэвиса против британской команды.

## Рейтинг на конец года
| Год  | Одиночный рейтинг | Парный рейтинг |
| 2014 | 269               | 26             |
| 2013 | 105               | 24             |
| 2012 | 53                | 33             |
| 2011 | 47                | 5              |
| 2010 | 23                | 29             |
| 2009 | 67                | 49             |
| 2008 | 40                | 18             |
| 2007 | 93                | 17             |
| 2006 | 96                | 36             |
| 2005 | 136               | 9              |
| 2004 | 41                | 12             |
| 2003 | 173               | 12             |
| 2002 | 104               | 28             |
| 2001 | 89                | 67             |
| 2000 | 159               | 93             |
| 1999 | 267               | 271            |
| 1998 | 704               | 383            |
| 1997 | 959               |                |

По данным официального сайта ATP на последнюю неделю года.

## Выступления на турнирах

### Финалы турниров ATP в одиночном разряде (10)

#### Победа (5)
| Легенда                                |
| -------------------------------------- |
| Турниры Большого шлема (0+3)*          |
| Итоговый турнир ATP (0+1)              |
| ATP Мастерс 1000 (0+3)                 |
| ATP International Gold / АТР 500 (1+6) |
| ATP International / АТР 250 (4+13)     |

| Титулы по покрытиям | Титулы по месту проведения матчей турнира |
| ------------------- | ----------------------------------------- |
| Хард (3+18)*        | Зал (2+15)                                |
| Грунт (0+2)         | Зал (2+15)                                |
| Трава (2+1)         | Открытый воздух (3+11)                    |
| Ковёр (0+5)         | Открытый воздух (3+11)                    |

* количество побед в одиночном разряде + количество побед в парном разряде.
| №  | Дата            | Турнир                  | Покрытие   | Соперник в финале     | Счет              |
| 1. | 20 июня 2004    | Хертогенбос, Нидерланды | Трава      | Гильермо Кориа        | 6-3 6-4           |
| 2. | 6 января 2008   | Аделаида, Австралия     | Хард       | Яркко Ниеминен        | 6-3 6-4           |
| 3. | 24 февраля 2008 | Роттердам, Нидерланды   | Хард (зал) | Робин Сёдерлинг       | 6-7(3) 6-3 7-6(4) |
| 4. | 21 февраля 2010 | Марсель, Франция        | Хард (зал) | Жюльен Беннето        | 6-3 6-4           |
| 5. | 19 июня 2010    | Истборн, Великобритания | Трава      | Гильермо Гарсия Лопес | 7-5 6-2           |

#### Поражения (5)
| №  | Дата            | Турнир                  | Покрытие   | Соперник в финале      | Счет       |
| 1. | 11 января 2004  | Аделаида, Австралия     | Хард       | Доминик Хрбаты         | 4-6 0-6    |
| 2. | 19 июня 2005    | Хертогенбос, Нидерланды | Трава      | Марио Анчич            | 5-7 4-6    |
| 3. | 22 февраля 2009 | Марсель, Франция        | Хард (зал) | Жо-Вильфрид Тсонга     | 5-7 6-7(3) |
| 4. | 1 ноября 2009   | Лион, Франция           | Хард (зал) | Иван Любичич           | 5-7 3-6    |
| 5. | 26 февраля 2012 | Марсель, Франция (2)    | Хард (зал) | Хуан Мартин дель Потро | 4-6 4-6    |

### Финалы челленджеров и фьючерсов в одиночном разряде (16)

#### Победы (8)
| Условные обозначения |
| Челленджеры (6+6)*   |
| Фьючерсы (2+6)       |

| Титулы по покрытиям | Титулы по месту проведения матчей турнира |
| ------------------- | ----------------------------------------- |
| Хард (6+8)*         | Зал (8+6)                                 |
| Грунт (0+3)         | Зал (8+6)                                 |
| Трава (0)           | Открытый воздух (0+6)                     |
| Ковёр (2+1)         | Открытый воздух (0+6)                     |

* количество побед в одиночном разряде + количество побед в парном разряде.
| №  | Дата             | Турнир               | Покрытие    | Соперник в финале | Счёт              |
| 1. | 26 сентября 1999 | Плезир, Франция      | Хард (зал)  | Жан-Франсуа Башло | 4-6 7-6(3) 7-6(4) |
| 2. | 17 октября 1999  | Сен-Дизье, Франция   | Хард (зал)  | Жан-Мишель Пекери | 6-3 2-6 6-2       |
| 3. | 28 января 2001   | Хайльбронн, Германия | Ковёр (зал) | Горан Иванишевич  | 6-3 6-4           |
| 4. | 4 февраля 2001   | Гамбург, Германия    | Ковёр (зал) | Ян Вацек          | 6-4 6-3           |
| 5. | 6 октября 2002   | Гренобль, Франция    | Хард (зал)  | Ираклий Лабадзе   | 6-4 6-3           |
| 6. | 1 октября 2006   | Гренобль, Франция    | Хард (зал)  | Николя Турт       | 6-2 6-2           |
| 7. | 22 октября 2006  | Коллинг, Дания       | Хард (зал)  | Рамон Слёйтер     | 6-4 6-4           |
| 8. | 23 октября 2011  | Орлеан, Франция      | Хард (зал)  | Арно Клеман       | 7-5 6-1           |

#### Поражения (8)
| №  | Дата             | Турнир                  | Покрытие   | Соперник в финале | Счёт              |
| 1. | 29 августа 1999  | Минск, Беларусь         | Ковёр      | Михаил Южный      | 3-6 4-6           |
| 2. | 24 октября 1999  | Ла-Рош-сюр-Йон, Франция | Хард (зал) | Режис Лавернь     | 4-6 1-2 — отказ   |
| 3. | 13 мая 2001      | Иерусалим, Израиль      | Хард       | Ноам Окун         | 4-6 1-6           |
| 4. | 17 сентября 2006 | Орлеан, Франция         | Хард (зал) | Оливье Рохус      | 6-7(0) 6-7(6)     |
| 5. | 28 января 2007   | Тальхайм, Германия      | Хард (зал) | Михаэль Беррер    | 5-6 — отказ       |
| 6. | 16 мая 2010      | Бордо, Франция          | Грунт      | Ришар Гаске       | 6-4 1-6 4-6       |
| 7. | 7 октября 2012   | Монс, Бельгия           | Хард (зал) | Кенни де Схеппер  | 6-7(7) 6-4 6-7(4) |
| 8. | 19 мая 2013      | Бордо, Франция          | Грунт      | Гаэль Монфис      | 5-7 6-7(5)        |

### Финалы турниров Большого шлема в мужском парном разряде (7)

#### Победы (3)
| №  | Год  | Турнир                           | Покрытие | Партнёр        | Соперники в финале        | Счёт               |
| 1. | 2003 | Открытый чемпионат Австралии     | Хард     | Фабрис Санторо | Даниэль Нестор Марк Ноулз | 6-4 3-6 6-3        |
| 2. | 2004 | Открытый чемпионат Австралии (2) | Хард     | Фабрис Санторо | Боб Брайан Майк Брайан    | 7-6(4) 6-3         |
| 3. | 2007 | Уимблдон                         | Трава    | Арно Клеман    | Боб Брайан Майк Брайан    | 6-7(5) 6-3 6-4 6-4 |

#### Поражения (4)
| №  | Год  | Турнир                           | Покрытие | Партнёр        | Соперники в финале         | Счёт           |
| 1. | 2002 | Открытый чемпионат Австралии     | Хард     | Фабрис Санторо | Даниэль Нестор Марк Ноулз  | 6-7(4) 3-6     |
| 2. | 2004 | Открытый чемпионат Франции       | Грунт    | Фабрис Санторо | Ксавье Малисс Оливье Рохус | 5-7 5-7        |
| 3. | 2008 | Открытый чемпионат Австралии (2) | Хард     | Арно Клеман    | Энди Рам Йонатан Эрлих     | 5-7 6-7(4)     |
| 4. | 2013 | Открытый чемпионат Франции (2)   | Грунт    | Николя Маю     | Боб Брайан Майк Брайан     | 4-6 6-4 6-7(4) |

### Финалы Итогового турнираATPв парном разряде (2)

#### Победы (1)
| №  | Год  | Турнир        | Покрытие    | Партнёр        | Соперники в финале         | Счёт              |
| 1. | 2005 | Шанхай, Китай | Ковёр (зал) | Фабрис Санторо | Ненад Зимонич Леандер Паес | 6-7(6) 6-3 7-6(4) |

#### Поражения (1)
| №  | Год  | Турнир       | Покрытие | Партнёр        | Соперники в финале     | Счёт                      |
| 1. | 2003 | Хьюстон, США | Хард     | Фабрис Санторо | Боб Брайан Майк Брайан | 7-6(6) 3-6 6-3 6-7(3) 4-6 |

### Финалы Олимпийских турниров в мужском парном разряде (1)

#### Поражения (1)
| №  | Дата | Турнир                 | Покрытие | Партнёр            | Соперники в финале     | Счёт       |
| 1. | 2012 | Лондон, Великобритания | Трава    | Жо-Вильфрид Тсонга | Боб Брайан Майк Брайан | 4-6 6-7(2) |

### Финалы турнировATPв парном разряде (48)

#### Победы (26)
| №   | Дата            | Турнир                           | Покрытие    | Партнёр        | Соперники в финале                   | Счёт                 |
| 1.  | 7 мая 2000      | Мальорка, Испания                | Грунт       | Диего Наргисо  | Фернандо Висенте Альберто Мартин     | 7-6(2) 7-6(3)        |
| 2.  | 26 января 2003  | Открытый чемпионат Австралии     | Хард        | Фабрис Санторо | Даниэль Нестор Марк Ноулз            | 6-4 3-6 6-3          |
| 3.  | 1 февраля 2004  | Открытый чемпионат Австралии (2) | Хард        | Фабрис Санторо | Боб Брайан Майк Брайан               | 7-6(4) 6-3           |
| 4.  | 29 августа 2004 | Лонг-Айленд, США                 | Хард        | Антони Дюпюи   | Ив Аллегро Михаэль Кольман           | 6-2 6-4              |
| 5.  | 31 октября 2004 | Санкт-Петербург, Россия          | Ковёр (зал) | Арно Клеман    | Ярослав Левинский Доминик Хрбаты     | 6-3 6-2              |
| 6.  | 8 мая 2005      | Рим, Италия                      | Грунт       | Фабрис Санторо | Боб Брайан Майк Брайан               | 6-4 6-2              |
| 7.  | 9 октября 2005  | Мец, Франция                     | Хард (зал)  | Фабрис Санторо | Хосе Акасусо Себастьян Прието        | 5-2 3-5 5-4(4)       |
| 8.  | 30 октября 2005 | Лион, Франция                    | Ковёр (зал) | Фабрис Санторо | Рогир Вассен Джефф Кутзе             | 6-3 6-1              |
| 9.  | 20 ноября 2005  | Итоговый турнир                  | Ковёр (зал) | Фабрис Санторо | Ненад Зимонич Леандер Паес           | 6-7(6) 6-3 7-6(4)    |
| 10. | 5 ноября 2006   | Париж, Франция                   | Ковёр (зал) | Арно Клеман    | Ненад Зимонич Фабрис Санторо         | 7-6(4) 6-2           |
| 11. | 18 февраля 2007 | Марсель, Франция                 | Хард (зал)  | Арно Клеман    | Даниэль Нестор Марк Ноулз            | 7-5 4-6 [10-8]       |
| 12. | 8 июля 2007     | Уимблдон                         | Трава       | Арно Клеман    | Боб Брайан Майк Брайан               | 6-7(5) 6-3 6-4 6-4   |
| 13. | 7 октября 2007  | Мец, Франция (2)                 | Хард (зал)  | Арно Клеман    | Марцин Матковский Мариуш Фирстенберг | 6-1 6-4              |
| 14. | 9 марта 2008    | Лас-Вегас, США                   | Хард        | Жюльен Беннето | Боб Брайан Майк Брайан               | 6-4 4-6 [10-8]       |
| 15. | 5 октября 2008  | Мец, Франция (3)                 | Хард (зал)  | Арно Клеман    | Марцин Матковский Мариуш Фирстенберг | 5-7 6-3 [10-8]       |
| 16. | 26 октября 2008 | Лион, Франция (2)                | Ковёр (зал) | Энди Рам       | Стивен Хасс Росс Хатчинс             | 6-3 5-7 [10-8]       |
| 17. | 22 февраля 2009 | Марсель, Франция (2)             | Хард (зал)  | Арно Клеман    | Юлиан Ноул Энди Рам                  | 3-6 6-3 [10-8]       |
| 18. | 21 февраля 2010 | Марсель, Франция (3)             | Хард (зал)  | Жюльен Беннето | Роберт Линдстедт Юлиан Ноул          | 6-4 6-3              |
| 19. | 7 августа 2011  | Вашингтон, США                   | Хард        | Ненад Зимонич  | Роберт Линдстедт Хория Текэу         | 6-7(3) 7-6(6) [10-7] |
| 20. | 14 августа 2011 | Монреаль, Канада                 | Хард        | Ненад Зимонич  | Боб Брайан Майк Брайан               | 6-4 6-7(5) [10-5]    |
| 21. | 9 октября 2011  | Пекин, Китай                     | Хард        | Ненад Зимонич  | Роберт Линдстедт Хория Текэу         | 7-6(2) 7-6(4)        |
| 22. | 6 ноября 2011   | Базель, Швейцария                | Хард (зал)  | Ненад Зимонич  | Максим Мирный Даниэль Нестор         | 6-4 7-5              |
| 23. | 19 февраля 2012 | Роттердам, Нидерланды            | Хард (зал)  | Ненад Зимонич  | Роберт Линдстедт Хория Текэу         | 4-6 7-5 [16-14]      |
| 24. | 10 февраля 2013 | Монпелье, Франция (3)            | Хард (зал)  | Марк Жикель    | Юхан Брунстрём Равен Класен          | 6-3 3-6 [11-9]       |
| 25. | 2 марта 2013    | Дубай, ОАЭ                       | Хард        | Махеш Бхупати  | Ненад Зимонич Роберт Линдстедт       | 7-6(6) 7-6(6)        |
| 26. | 16 февраля 2014 | Роттердам, Нидерланды (2)        | Хард (зал)  | Николя Маю     | Жан-Жюльен Ройер Хория Текэу         | 6-2 7-6(4)           |

#### Поражения (22)
| №   | Дата             | Турнир                           | Покрытие    | Партнёр            | Соперники в финале                  | Счёт                      |
| 1.  | 27 января 2002   | Открытый чемпионат Австралии     | Хард        | Фабрис Санторо     | Даниэль Нестор Марк Ноулз           | 6-7(4) 3-6                |
| 2.  | 28 июля 2002     | Лос-Анджелес, США                | Хард        | Джастин Гимелстоб  | Себастьян Грожан Николас Кифер      | 4-6 4-6                   |
| 3.  | 20 апреля 2003   | Монте-Карло, Монако              | Грунт       | Фабрис Санторо     | Махеш Бхупати Максим Мирный         | 4-6 6-3 6-7(6)            |
| 4.  | 11 мая 2003      | Рим, Италия                      | Грунт       | Фабрис Санторо     | Уэйн Артурс Пол Хенли               | 1-6 3-6                   |
| 5.  | 5 октября 2003   | Мец, Франция                     | Хард (зал)  | Фабрис Санторо     | Жюльен Беннето Николя Маю           | 6-7(2) 3-6                |
| 6.  | 2 ноября 2003    | Париж, Франция                   | Ковёр (зал) | Фабрис Санторо     | Уэйн Артурс Пол Хенли               | 3-6 6-1 3-6               |
| 7.  | 16 ноября 2003   | Финал Мирового Тура ATP          | Хард        | Фабрис Санторо     | Боб Брайан Майк Брайан              | 7-6(6) 3-6 6-3 6-7(3) 4-6 |
| 8.  | 11 января 2004   | Аделаида, Австралия              | Хард        | Арно Клеман        | Боб Брайан Майк Брайан              | 5-7 3-6                   |
| 9.  | 6 июня 2004      | Открытый чемпионат Франции       | Грунт       | Фабрис Санторо     | Ксавье Малисс Оливье Рохус          | 5-7 5-7                   |
| 10. | 16 января 2005   | Сидней, Австралия                | Хард        | Арно Клеман        | Махеш Бхупати Тодд Вудбридж         | 3-6 3-6                   |
| 11. | 15 мая 2005      | Гамбург, Германия                | Грунт       | Фабрис Санторо     | Йонас Бьоркман Максим Мирный        | 6-4 6-7(2) 6-7(3)         |
| 12. | 30 сентября 2007 | Бангкок, Таиланд                 | Хард (зал)  | Николя Маю         | Санчай Ративатана Сончат Ративатана | 6-3 5-7 [7-10]            |
| 13. | 14 октября 2007  | Стокгольм, Швеция                | Хард (зал)  | Арно Клеман        | Йонас Бьоркман Максим Мирный        | 4-6 4-6                   |
| 14. | 14 января 2008   | Открытый чемпионат Австралии (2) | Хард        | Арно Клеман        | Энди Рам Йонатан Эрлих              | 5-7 6-7(4)                |
| 15. | 27 сентября 2009 | Мец, Франция (2)                 | Хард (зал)  | Арно Клеман        | Кен Скупски Колин Флеминг           | 6-2 4-6 [5-10]            |
| 16. | 15 августа 2010  | Торонто, Канада                  | Хард        | Жюльен Беннето     | Боб Брайан Майк Брайан              | 5-7 3-6                   |
| 17. | 13 февраля 2011  | Роттердам, Нидерланды            | Хард (зал)  | Ненад Зимонич      | Юрген Мельцер Филипп Пецшнер        | 4-6 6-3 [5-10]            |
| 18. | 8 мая 2011       | Мадрид, Испания                  | Грунт       | Ненад Зимонич      | Боб Брайан Майк Брайан              | 3-6 3-6                   |
| 19. | 21 августа 2011  | Цинциннати, США                  | Хард        | Ненад Зимонич      | Махеш Бхупати Леандер Паес          | 6-7(4) 6-7(2)             |
| 20. | 16 октября 2011  | Шанхай, Китай                    | Хард        | Ненад Зимонич      | Максим Мирный Даниэль Нестор        | 6-3 1-6 [10-12]           |
| 21. | 4 августа 2012   | Олимпиада                        | Трава       | Жо-Вильфрид Тсонга | Боб Брайан Майк Брайан              | 4-6 6-7(2)                |
| 22. | 8 июня 2013      | Открытый чемпионат Франции (2)   | Грунт       | Николя Маю         | Боб Брайан Майк Брайан              | 4-6 6-4 6-7(4)            |

### Финалы челленджеров и фьючерсов в парном разряде (20)

#### Победы (12)
| №   | Дата             | Турнир                             | Покрытие    | Партнёр           | Соперники в финале                            | Счёт              |
| 1.  | 22 февраля 1998  | Монруж, Франция                    | Грунт (зал) | Жан-Рене Лиснар   | Гийом Маркс Оливье Морель                     | 6-2 7-5           |
| 2.  | 13 сентября 1998 | Баньер-де-Бигор, Франция           | Хард        | Жан-Рене Лиснар   | Яхья Думбия Лоренцо Манта                     | 3-6 6-3 7-6       |
| 3.  | 4 октября 1998   | Невер, Франция                     | Хард (зал)  | Жан-Рене Лиснар   | Эндрю Руэб Вон Снайман                        | 6-3 6-7 6-3       |
| 4.  | 6 июня 1999      | Измир, Турция                      | Хард        | Оливье Патьянс    | Алессандро да Кол Йохан дю Рандт              | 6-3 7-6           |
| 5.  | 22 августа 1999  | Галац, Румыния                     | Грунт       | Бенжамин Кассен   | Георг Блюмауэр Александр Пейя                 | Без игры          |
| 6.  | 17 октября 1999  | Сен-Дизье, Франция                 | Хард (зал)  | Жан-Мишель Пекери | Давид Базиль Арно Фонтен                      | 6-3 6-3           |
| 7.  | 5 марта 2000     | Шербур-Октевиль, Франция           | Хард (зал)  | Жюльен Бутте      | Жюльен Беннето Николя Маю                     | 2-6 6-4 7-5       |
| 8.  | 12 марта 2000    | Безансон, Франция                  | Хард (зал)  | Жюльен Бутте      | Стефано Пескосолидо Винченцо Сантопадре       | 6-4 6-7(6) 7-6(5) |
| 9.  | 21 мая 2000      | Загреб, Хорватия                   | Грунт       | Диего Наргисо     | Эдуардо Николас Эспин Херман Пуэнтес Альканис | 6-2 6-3           |
| 10. | 25 февраля 2001  | Кингстон-апон-Халл, Великобритания | Ковёр (зал) | Михаэль Кольман   | Барри Коуэн Мартин Ли                         | 6-2 6-3           |
| 11. | 13 мая 2001      | Иерусалим, Израиль                 | Хард        | Йонатан Эрлих     | Ноам Бер Ноам Окун                            | 7-5 4-6 7-6(2)    |
| 12. | 23 сентября 2001 | Стамбул, Турция                    | Хард        | Йонатан Эрлих     | Сандер Грун Михаэль Кольман                   | Без игры          |

#### Поражения (8)
| №  | Дата             | Турнир                  | Покрытие   | Партнёр                 | Соперники в финале              | Счёт           |
| 1. | 12 июля 1998     | Бурк-ан-Брес, Франция   | Грунт      | Жером Энель             | Хьюго Армандо Пабло Бьянки      | 3-6 6-1 2-6    |
| 2. | 27 сентября 1998 | Плезир, Франция         | Хард (зал) | Жан-Рене Лиснар         | Эндрю Руэб Вон Снайман          | 4-6 2-6        |
| 3. | 20 июня 1999     | Измир, Турция           | Хард       | Оливье Патьянс          | Михаэль Коган Дмитрий Томашевич | 4-6 6-7        |
| 4. | 3 октября 1999   | Невер, Франция          | Хард (зал) | Оливье Патьянс          | Геральд Мандль Мартин Штепанек  | 6-7(5) 2-6     |
| 5. | 24 октября 1999  | Ла-Рош-сюр-Йон, Франция | Хард (зал) | Жан-Мишель Пекери       | Давид Базиль Арно Фонтен        | 5-7 5-7        |
| 6. | 12 августа 2001  | Кордова, Испания        | Хард       | Эмилио Бенфеле-Альварес | Джордан Керр Грант Силкок       | 3-6 7-5 3-6    |
| 7. | 28 января 2007   | Тальхайм, Германия      | Хард (зал) | Сандер Грун             | Михаэль Кольман Райнер Шуттлер  | Без игры       |
| 8. | 7 октября 2012   | Монс, Бельгия           | Хард (зал) | Эдуар Роже-Васслен      | Томаш Беднарек Ежи Янович       | 5-7 6-4 [2-10] |

### Финалы командных турниров (3)

#### Поражения (3)
| №  | Год  | Турнир           | Команда                               | Соперник в финале                             | Счёт |
| 1. | 2002 | Кубок Дэвиса     | Франция Не играл в финале.            | Россия Сафин, Кафельников, Южный              | 2-3  |
| 2. | 2010 | Кубок Дэвиса (2) | Франция Монфис, Симон, Клеман, Льодра | Сербия Джокович, Типсаревич, Троицки, Зимонич | 2-3  |
| 3. | 2014 | Кубок Дэвиса (3) | Франция Не играл в финале.            | Швейцария Вавринка, Федерер                   | 1-3  |

## История выступлений на турнирах
| Турнир                       | 1999 | 2000 | 2001          | 2002          | 2003          | 2004 | 2005          | 2006          | 2007          | 2008 | 2009          | 2010          | 2011          | 2012 | 2013 | 2014 | Итог   | В/П за карьеру |
| ---------------------------- | ---- | ---- | ------------- | ------------- | ------------- | ---- | ------------- | ------------- | ------------- | ---- | ------------- | ------------- | ------------- | ---- | ---- | ---- | ------ | -------------- |
| Турниры Большого шлема       |      |      |               |               |               |      |               |               |               |      |               |               |               |      |      |      |        |                |
| Открытый чемпионат Австралии | -    | -    | 1Р            | Ф             | П             | П    | 1/4           | 2Р            | 1Р            | Ф    | -             | 1Р            | 1/4           | 3Р   | 1Р   | 1/2  | 2 / 13 | 35-11          |
| Открытый чемпионат Франции   | 2Р   | 1Р   | 1/4           | 2Р            | 3Р            | Ф    | 2Р            | 3Р            | 3Р            | 1Р   | 1Р            | 3Р            | 1/2           | 1/4  | Ф    | 3Р   | 0 / 16 | 32-16          |
| Уимблдонский турнир          | -    | 2Р   | 3Р            | 1Р            | 3Р            | -    | 1/4           | -             | П             | -    | -             | 1/4           | 1/2           | 3Р   | 2Р   | 1/2  | 1 / 11 | 28-10          |
| Открытый чемпионат США       | -    | 1Р   | 1Р            | 2Р            | 1/2           | 2Р   | 1Р            | 1/4           | 2Р            | 1Р   | 1/4           | 2Р            | 3Р            | 1Р   | 3Р   | 2Р   | 0 / 15 | 19-13          |
| Итоговые турниры             |      |      |               |               |               |      |               |               |               |      |               |               |               |      |      |      |        |                |
| Итоговый турнир ATP          | -    | -    | -             | -             | Ф             | -    | П             | -             | Группа        | -    | -             | Группа        | Группа        | -    | -    | -    | 1 / 5  | 8-8            |
| Олимпийские игры             |      |      |               |               |               |      |               |               |               |      |               |               |               |      |      |      |        |                |
| Летняя олимпиада             | НП   | -    | Не проводился | Не проводился | Не проводился | 1/4  | Не проводился | Не проводился | Не проводился | 1/2  | Не проводился | Не проводился | Не проводился | Ф    | НП   | НП   | 0 / 3  | 9-4            |